# ハエモドルム科

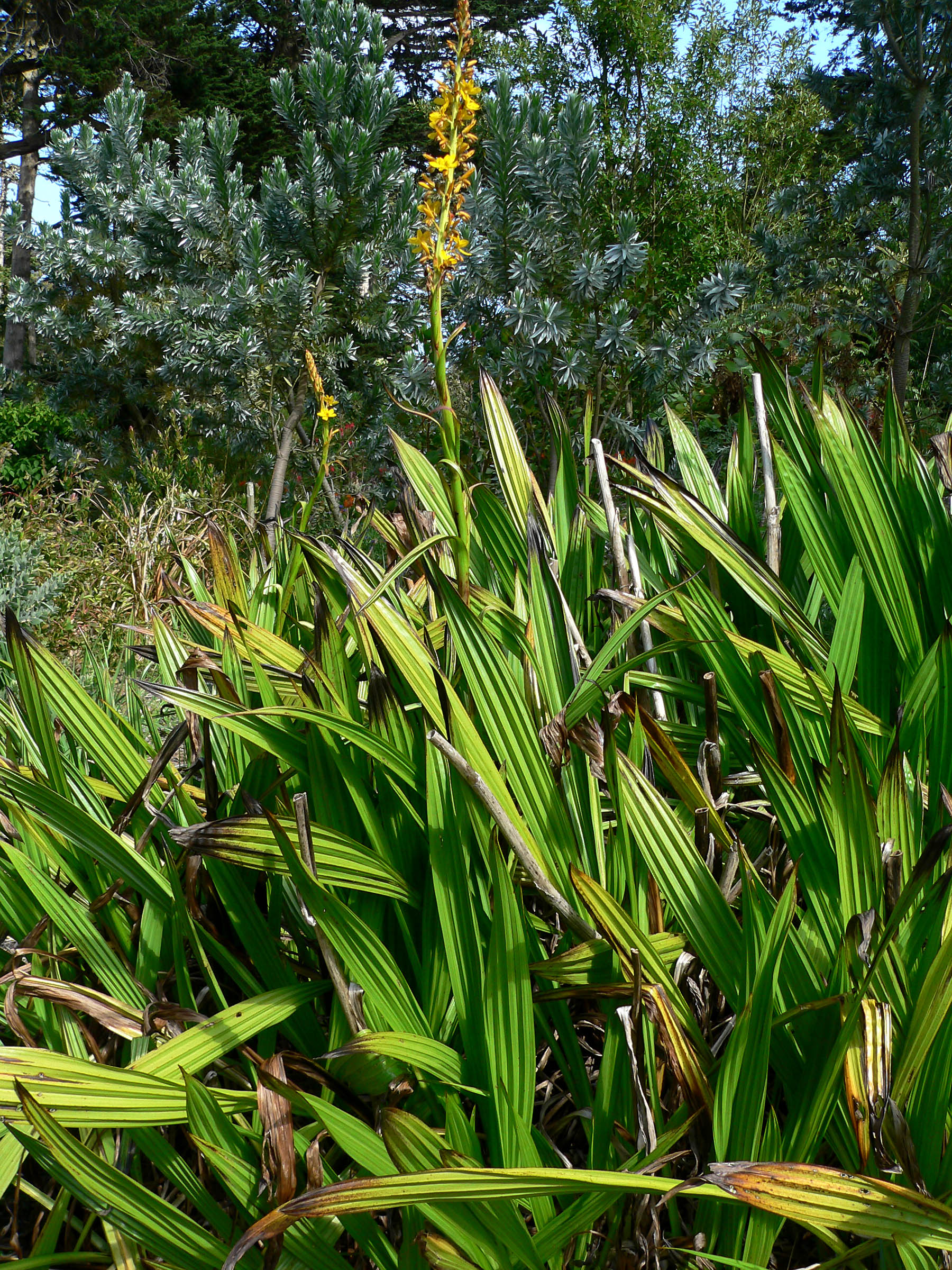
Wachendorfia thyrsiflora

ハエモドルム科 (ハエモドルムか、Haemodoraceae) は、単子葉植物の科の1つで、およそ14属116種の多年生草本で構成される
。
主に南半球で見られる科で、南アフリカ、オーストラリアやニューギニアの旧熱帯と、アメリカ合衆国南西部から熱帯アメリカの新熱帯に分布している。大きな球根や地下茎を持った多年草で、葉は混生で、線形または剱状である。美しい花を咲かせる種が少なくなく、世界的には観賞用に栽培されているが、寒さに弱いため、日本ではあまり普及していない。最も知名度が高いのはAnigozanthosやMacropidiaのカンガルー・ポーと呼ばれる植物。科名は模式属であるハエモドルム属から来ているが、この属名は「血の贈り物」を意味し、アボリジニが赤い地下茎を食用したことに由来する。

## 分類
APG I以来現在のAPGIIIまでツユクサ目の科として存続している。かつてはユリ科に近い科として設けられ、現在とは異なる属が多く入れられていた。
ハエモドルム科の特徴は鞘のある2列互生の革質の葉で、大きく肉質でしばしば剣形になり、全縁で平行脈を持つ。
花序は集散花序、総状花序または穂状花序で、頂芽につく。花は毛が密生し、両性花で、送粉は主に昆虫によるが、鳥や小型哺乳類も関わる。

### 属
- Anigozanthos カンガルー・ポー
- Barberetta
- Blancoa
- Conostylis
- Dilatris
- Haemodorum
- Lachnanthes
- Macropidia
- Phlebocarya
- Pyrrhorhiza
- Schiekia
- Tribonanthes
- Xiphidium
- Wachendorfia